# 무실정려각
무실정려각(務實旌閭閣)은 경상북도 안동시 임동면 수곡리에 있는 정려각이다. 1984년 5월 21일 경상북도의 민속문화재 제48호로 지정되었다.

## 개요
정려각은 국가에서 풍습으로 권장하기 위하여 충신·효자·열녀 등 모범이 되는 사람을 표창하고자 그 사람이 사는 마을 입구나 집앞에 세우는 것으로, 이 정려각은 전주 유씨 유성의 처인 의성 김씨의 정절을 기리고 있다.
의성 김씨는 청계 김진의 딸이면서 학봉 김성일의 누이로, 24세에 남편상을 당하자 손수 삭발을 하고 남편무덤을 3년간 지킨 후, 단식 끝에 자살하였다. 그 후 조정에서 의성김씨의 열행(烈行)을 높이 평가하여 비를 세우도록 하였다.
조선 인조 13년(1635)에 건립되었고, 1988년 임하댐 건설로 인하여 현재의 터로 옮겨 세웠다.

## 참고 문헌
- 무실정려각 - 국가유산청 국가유산포털